# Coming Home (película de 2014)
Coming Home es una película dramática china del año 2014 del director Zhang Yimou; los protagonistas son Chen Daoming y Gong Li. Su argumento se centra en el regreso de un profesor enviado a trabajar a un campo de trabajo durante la Revolución cultural. La historia está adaptada de la novela El criminal Lu Yanshi, escrita por la novelista Geling Yan.

## Reparto
- Chen Daoming como Lu Yanshi.
- Gong Li como Feng Wanyu, la esposa de Lu Yanshi.
- Zhang Huiwen
- Guo Tao
- Liu Peiqi
- Zu Feng
- Yan Ni
- Xin Baiqing
- Zhang Jiayi
- Chen Xiaoyi
- Ding Jiali
- Li Chun como Cui Meifang.

## Producción
La película fue rodada en Pekín.

## Estreno
Coming Home tuvo su estreno internacional en el Festival de Cannes 2014 en la sección de fuera de competición.